# 大清炮队
大清炮队是1987年上映的历史战争片，讲述了第二次鸦片战争时期大沽口炮台的清朝士兵抵挡英法联军入侵的故事。

## 剧情
第一次鸦片战争后，大清帝国内忧外患。外有洋人入侵，内有长毛作乱。中国北方沿海某地的青壮都被拉去临时充兵应卯。但是令人意外的是这支由兵痞，大烟鬼、赌徒、长毛、小孩、甚至女扮男装前充兵来混军饷的女子组成的队伍，竟赶上英法联军的战舰前来大沽口叩关。在迫不得已情况下走上了战场。千总杨成孝看着靠占卜来指挥作战的总兵官和这群乌合之众组成的军队，不由得忧心忡忡。他一边在炮台加强战备，一面以国家大义激励大家。最后大清帝国右营炮队在杨成孝带领下与英法联军奋力一搏，最终全体壮烈牺牲。

## 主要演员
| 演员   | 角色   | 备注                                                                             |
| 王刚   | 王延胜 | 炮台炮手，开战后死于战场                                                         |
| 葛存壮 | 叶守信 | 炮台总兵，迷信占卜。后因使用占卜指挥作战，死于联军炮火。                         |
| 刘晓庆 | 冯玉舒 | 女扮男装的前去充军混响的渔民，总想寻机逃跑；走上炮台打燃了抵抗英法联军的第一炮。 |
| 辛明   | 杨成孝 | 炮台千总，在叶守信阵亡后接替指挥权，指挥炮队作战，炮台陷落后与联军同归于尽。     |
| 吴桂林 | 梁宝山 | 炮队什长，大烟鬼，在激战中冲出炮台肉搏，后死于烟瘾发作。                         |
| 显刚   | 狗剩   | 失散的太平军士兵，混入清军充响，开战后死于战场。                                 |
| 魏永海 | 张二贵 |                                                                                  |
| 陈征   | 李有才 | 战斗中前去搬救兵，正撞见脱离战場冒功的俞荣，以惊扰御史课以重罪，乱箭射死         |
| 张涛   | 周喜运 |                                                                                  |
| 王青山 | 玉荣   |                                                                                  |
| 程学钦 | 吴永升 |                                                                                  |
| 远方   | 王春   |                                                                                  |
| 王青山 | 俞荣   | 炮台千总，开战后脱离战场冒功，反面角色。                                         |

## 花絮
“大清炮队”制作团队曾在营口西炮台取景，除了西炮台外，这部电影还收录了盖州许多镜头。当时很多人认为西炮台的残炮是因拍摄大清炮队形成，而拍摄方则认并非如此。因为拍摄《大清炮队》，只是拆除了一座瞭望楼，将残炮的成因归咎于拍摄《大清炮队》，实在是冤枉。
影片围绕鸦片战争时期一支农民炮队在反抗外国侵略的战争中全部牺牲的悲壮故事，战斗场面极为血腥震撼，从一个侧面讴歌了为抵御外国侵略为国捐躯的无名英雄，讽刺了封建王朝和封建官僚的腐朽、黑暗，从一个特别的角度对当时民族落后的原因进行了剖析，既表现出一种浓烈的悲壮美，也表现了中国人不甘欺凌的民族气节。

## 参与制作
电影制作过程中邀请解放军士兵充当临时演员，参与拍摄的解放军部队有：中国人民解放军8112部队、中国人民解放军81237部队、中国人民解放军81193部队。